# Korobczyce (przystanek kolejowy)
Korobczyce (biał. Каробчыцы, ros. Коробчицы) – przystanek kolejowy w miejscowości Korobczyce, w rejonie grodzieńskim, w obwodzie grodzieńskim, na Białorusi.